# Legování

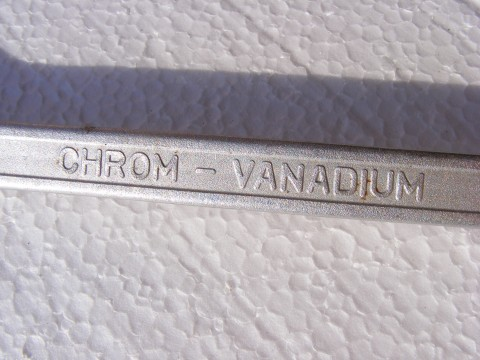
Označení nástrojové oceli legované chromem a vanadem

Legování (z lat. ligare „spojovat“, „svazovat“ a odvozeného něm. legieren) je metalurgický postup zlepšování vlastností kovu či slitiny kovů příměsí dalších látek, tzv. legovacích prvků čili legur. Ty se přidávají buď již při tzv. vsázce, nebo až po roztavení kovu. Příkladem je výroba oceli. Při slévání drahých kovů označuje legování přimísení přísady kvůli dosažení žádoucí ryzosti, barvy apod.
Legovaná ocel se nazývá slitinová ocel (nelegovaná se nazývá uhlíková ocel). Legovacími přísadami jsou nejčastěji jiné kovy.

## Legování oceli
Legovaná ocel vzniká přidáním jiných kovů (prvků) do nízkouhlíkaté oceli. Nejčastěji je to molybden, mangan, nikl, chrom, vanad, křemík a titan, často v kombinaci, například chrom-vanadiová nástrojová ocel nebo CrMo. Podle množství legovacích prvků se rozlišují oceli nízkolegované (do 4 % legur), středně legované (5–10 %) a vysokolegované (nad 10 %), mezi něž patří také korozivzdorné oceli.